# Alex Sandro
Alex Sandro Lobo Silva (Catanduva, Estado de São Paulo, Brasil, 26 de enero de 1991), conocido simplemente como Alex Sandro, es un futbolista brasileño. Juega de defensa y su equipo es el C. R. Flamengo del Campeonato Brasileño de Serie A.

## Trayectoria

### Paranaense y Santos
Alex Sandro comenzó su carrera como futbolista en el año 2006, cuando fue fichado por el Atlético Paranaense donde, en dos temporadas, se alternó jugando tanto con el primer equipo como con el filial. Debutó oficialmente como futbolista profesional el 25 de julio de 2009 en ocasión del partido de liga disputado contra el Avaí. Recibió la primera amonestación de su carrera el 29 de agosto, durante un partido de liga contra el Náutico.
Cerca de dos meses más tarde recibió la primera expulsión como futbolista profesional, obtenida en el transcurso del partido contra Coritiba. Tras tres años, concluyó su aventura con el club de Curitiba y fue traspasado al Santos por dos temporadas. Debutó con los brasileños en liga el 8 de mayo de 2010, en ocasión del partido contra el Botafogo donde, por acumulación de tarjetas, recibió la primera expulsión de su carrera. El 25 de septiembre anotó su primer gol con los Peixe durante el partido contra Cruzeiro. En dos temporadas alcanzó 38 partidos jugados y 2 goles marcados.

### Porto
El 23 de julio de 2011, los lusos, tras fichar a Danilo (compañero suyo en la selección), ficharon al jugador por 9,6 millones de euros, haciéndole firmar un contrato de cinco años de duración con una cláusula de rescisión de 50 millones de euros. Debutó con los Dragões el 19 de febrero de 2012 en ocasión del partido contra Vitória Setúbal ganado por 3-1 a favor de los blanquiazules. El 16 de marzo marcó su primer gol con el Porto, en ocasión del partido de liga contra Nacional de Madeira y, en esa ocasión, recibió también su primera amonestación con su nuevo club.

### Juventus
El 20 de agosto de 2015, la Juventus F. C. hizo oficial el fichaje de Alex Sandro por 26 millones de euros desde el Porto, firmando un contrato de cinco años con el club bianconero. Debutó en la Juve el 12 de septiembre de 2015 en el empate 1-1 en casa ante el Chievo en la Serie A. Alex Sandró asistió a Paulo Dybala en la victoria por 1-0 ante el Milan. Cuatro días después nuevamente asistió para un gol de la victoria, esta vez en la Liga de Campeones a Mario Mandžukić, en la victoria por 1-0 ante el Manchester City que aseguró el paso de la Juve a los octavos de final.
El 17 de febrero de 2015 sufrió una lesión en el músculo recto femoral que lo dejó fuera por diez días. Se perdió el encuentro de ida de Champions ante el Bayern de Múnich, jugando solo el encuentro de vuelta, en que la Juventus quedó eliminada.
En su primera temporada en la Juve logró el doblete Serie A - Copa Italia. Jugó además la Supercopa de Italia 2016 donde fue reemplazado por Patrice Evra, encuentro que perdieron ante el Milan en los penales.
En su segundo año en la Juventus logró desplazar a Evra de la titularidad y consolidarse en el equipo de Turín. Evra fue transferido al Olympique de Marsella en enero de 2017. Alex Sandro jugó 43 encuentros en la temporada 2016-17, logrando un triplete con la Juve y jugó la final de la Liga de Campeones de la UEFA 2016-17 que perdieron ante el Real Madrid. Alex fue nombrado en el equipo ideal de la Serie A 2016-17.
Logró un nuevo doblete en la temporada 2017-18 con la Juventus, y nuevamente el brasileño fue incluido en el equipo ideal de la Serie A 2017-18.
El 23 de octubre de 2018, Alex Sandro jugó su encuentros número 50 de la Liga de Campeones (excluyendo la fase clasificatoria) en la victoria por 1-0 ante el Manchester United de visita. Jugó su encuentro número 100 en la Serie A por la Juve el 30 de marzo de 2019 contra el Empoli, que fue victoria por 1-0. Anotó el gol del empate el 20 de abril de 2018 en la victoria por 2-1 ante la Fiorentina, triunfo que aseguró una nueva Serie A para la Juventus.
Jugó la final de la Copa Italia 2019-20 contra el Napoli, donde la Juve perdería en los penales.

### Regreso a Brasil
Después de nueve años en Italia, en agosto de 2024 volvió al fútbol brasileño para jugar en C. R. Flamengo hasta diciembre de 2026. El 15 de septiembre ante C. R. Vasco da Gama hizo su debut en un partido que terminó en empate 1-1. Marcó su primer gol con la camiseta del Flamengo el 2 de octubre en la victoria por 1-0 sobre el Corinthians en el Maracaná, en el partido de ida de la semifinal de la Copa de Brasil.

## Selección nacional
En 2011 fue convocado por la selección sub-20 para tomar parte tanto en el Mundial sub-20 como en el Sudamericano Sub-20 del mismo año; la selección verdeoro se adjudicó la victoria final en ambos torneos. El 10 de noviembre de 2011 debutó con la selección absoluta en el partido ganado contra Gabón, finalizado con resultado de 0-2 para los verdeoro.
El 6 de julio de 2012 fue convocado para disputar el torneo de fútbol en los Juegos Olímpicos de Londres 2012. Debutó con la selección olímpica el 1 de agosto, en ocasión del partido jugado en St James' Park de Newcastle contra Nueva Zelanda. La selección brasileña terminó el torneo en el segundo puesto, detrás de México campeona, tras perder el 11 de agosto en la final de Wembley por 2-1.

### Participaciones en Copas del Mundo
| Mundial                  | Sede     | Resultado        | Partidos | Goles |
| ------------------------ | -------- | ---------------- | -------- | ----- |
| Copa Mundial Sub-20 2011 | Colombia | Campeón          | 1        | 0     |
| Copa Mundial 2022        | Catar    | Cuartos de final | 3        | 0     |

### Participaciones en Copas América
| Torneo            | Sede   | Resultado  | Partidos | Goles |
| ----------------- | ------ | ---------- | -------- | ----- |
| Copa América 2019 | Brasil | Campeón    | 4        | 0     |
| Copa América 2021 | Brasil | Subcampeón | 3        | 1     |

### Participaciones en Juegos Olímpicos
| Copa                  | Categoría | Sede    | Resultado  | Partidos | Goles |
| --------------------- | --------- | ------- | ---------- | -------- | ----- |
| Juegos Olímpicos 2012 | Sub-23    | Londres | Subcampeón | 3        | 0     |

### Goles internacionales
| N.º | Fecha                 | Sede                                           | Oponente       | Marcador | Resultado | Competición       |
| --- | --------------------- | ---------------------------------------------- | -------------- | -------- | --------- | ----------------- |
| 1   | 12 de octubre de 2018 | King Saud University, Riad, Arabia Saudita     | Arabia Saudita | 0-2      | 0-2       | Amistoso          |
| 2   | 17 de junio de 2021   | Olímpico Nilton Santos, Río de Janeiro, Brasil | Perú           | 1-0      | 4-0       | Copa América 2021 |

## Estadísticas

### Clubes
Actualizado al último partido disputado el 29 de junio de 2025.
| Club                         | Div.          | Temporada     | Liga  | Liga  | Estatal | Estatal | Copas nacionales | Copas nacionales | Copas internacionales | Copas internacionales | Total | Total |
| Club                         | Div.          | Temporada     | Part. | Goles | Part.   | Goles   | Part.            | Goles            | Part.                 | Goles                 | Part. | Goles |
| ---------------------------- | ------------- | ------------- | ----- | ----- | ------- | ------- | ---------------- | ---------------- | --------------------- | --------------------- | ----- | ----- |
| Atlético Paranaense · Brasil | 1.ª           | 2008          | 1     | 0     | 0       | 0       | 0                | 0                | —                     | —                     | 1     | 0     |
| Atlético Paranaense · Brasil | 1.ª           | 2009          | 15    | 1     | 0       | 0       | 0                | 0                | —                     | —                     | 15    | 1     |
| Atlético Paranaense · Brasil | Total club    | Total club    | 16    | 1     | 0       | 0       | 0                | 0                | 0                     | 0                     | 16    | 1     |
| Santos F. C. · Brasil        | 1.ª           | 2010          | 24    | 1     | 1       | 1       | 4                | 1                | —                     | —                     | 29    | 3     |
| Santos F. C. · Brasil        | 1.ª           | 2011          | 6     | 0     | 7       | 0       | 0                | 0                | 11                    | 0                     | 24    | 0     |
| Santos F. C. · Brasil        | Total club    | Total club    | 30    | 1     | 8       | 1       | 4                | 1                | 11                    | 0                     | 53    | 3     |
| F. C. Porto Portugal         | 1.ª           | 2011-12       | 7     | 1     | —       | —       | 4                | 0                | 1                     | 0                     | 12    | 1     |
| F. C. Porto Portugal         | 1.ª           | 2012-13       | 25    | 1     | —       | —       | 5                | 0                | 6                     | 0                     | 36    | 1     |
| F. C. Porto Portugal         | 1.ª           | 2013-14       | 26    | 0     | —       | —       | 11               | 0                | 11                    | 0                     | 48    | 0     |
| F. C. Porto Portugal         | 1.ª           | 2014-15       | 28    | 1     | —       | —       | 1                | 0                | 11                    | 0                     | 40    | 1     |
| F. C. Porto Portugal         | 1.ª           | 2015-16       | 1     | 0     | —       | —       | —                | —                | —                     | —                     | 1     | 0     |
| F. C. Porto Portugal         | Total club    | Total club    | 87    | 3     | 0       | 0       | 21               | 0                | 29                    | 0                     | 137   | 3     |
| Juventus F. C. · Italia      | 1.ª           | 2015-16       | 22    | 2     | —       | —       | 5                | 0                | 5                     | 0                     | 32    | 2     |
| Juventus F. C. · Italia      | 1.ª           | 2016-17       | 27    | 3     | —       | —       | 5                | 0                | 11                    | 0                     | 43    | 3     |
| Juventus F. C. · Italia      | 1.ª           | 2017-18       | 26    | 4     | —       | —       | 3                | 0                | 10                    | 0                     | 39    | 4     |
| Juventus F. C. · Italia      | 1.ª           | 2018-19       | 31    | 1     | —       | —       | 3                | 0                | 9                     | 0                     | 43    | 1     |
| Juventus F. C. · Italia      | 1.ª           | 2019-20       | 29    | 1     | —       | —       | 6                | 0                | 6                     | 0                     | 41    | 1     |
| Juventus F. C. · Italia      | 1.ª           | 2020-21       | 26    | 2     | ―       | ―       | 3                | 0                | 5                     | 0                     | 34    | 2     |
| Juventus F. C. · Italia      | 1.ª           | 2021-22       | 28    | 0     | ―       | ―       | 5                | 1                | 7                     | 1                     | 40    | 2     |
| Juventus F. C. · Italia      | 1.ª           | 2022-23       | 25    | 0     | ―       | ―       | 3                | 0                | 8                     | 0                     | 36    | 0     |
| Juventus F. C. · Italia      | 1.ª           | 2023-24       | 16    | 1     | —       | —       | 2                | 0                | —                     | —                     | 18    | 1     |
| Juventus F. C. · Italia      | Total club    | Total club    | 230   | 14    | 0       | 0       | 35               | 1                | 61                    | 1                     | 326   | 16    |
| C. R. Flamengo · Brasil      | 1.ª           | 2024          | 8     | 0     | —       | —       | 4                | 1                | 2                     | 0                     | 14    | 1     |
| C. R. Flamengo · Brasil      | 1.ª           | 2025          | 9     | 0     | 5       | 0       | 1                | 0                | 6                     | 0                     | 21    | 0     |
| C. R. Flamengo · Brasil      | Total club    | Total club    | 17    | 0     | 5       | 0       | 5                | 1                | 8                     | 0                     | 35    | 1     |
| Total carrera                | Total carrera | Total carrera | 380   | 19    | 13      | 1       | 65               | 3                | 109                   | 1                     | 567   | 24    |
| 1. 2. 3.                     |               |               |       |       |         |         |                  |                  |                       |                       |       |       |

## Palmarés

### Campeonatos regionales
| Título                | Equipo               | Estado         | Año  |
| --------------------- | -------------------- | -------------- | ---- |
| Campeonato Paranaense | Athletico Paranaense | Paraná         | 2009 |
| Campeonato Paulista   | Santos F. C.         | São Paulo      | 2010 |
| Campeonato Paulista   | Santos F. C.         | São Paulo      | 2011 |
| Campeonato Carioca    | C. R. Flamengo       | Río de Janeiro | 2025 |

### Campeonatos nacionales
| Título                | Equipo         | País     | Año     |
| --------------------- | -------------- | -------- | ------- |
| Copa de Brasil        | Santos F. C.   | Brasil   | 2010    |
| Supercopa de Portugal | F. C. Oporto   | Portugal | 2011    |
| Primeira Liga         | F. C. Oporto   | Portugal | 2011-12 |
| Supercopa de Portugal | F. C. Oporto   | Portugal | 2012    |
| Primeira Liga         | F. C. Oporto   | Portugal | 2012-13 |
| Supercopa de Portugal | F. C. Oporto   | Portugal | 2013    |
| Serie A               | Juventus F. C. | Italia   | 2015-16 |
| Copa Italia           | Juventus F. C. | Italia   | 2015-16 |
| Copa Italia           | Juventus F. C. | Italia   | 2016-17 |
| Serie A               | Juventus F. C. | Italia   | 2016-17 |
| Copa Italia           | Juventus F. C. | Italia   | 2017-18 |
| Serie A               | Juventus F. C. | Italia   | 2017-18 |
| Supercopa de Italia   | Juventus F. C. | Italia   | 2018    |
| Serie A               | Juventus F. C. | Italia   | 2018-19 |
| Serie A               | Juventus F. C. | Italia   | 2019-20 |
| Copa Italia           | Juventus F. C. | Italia   | 2020-21 |
| Copa Italia           | Juventus F. C. | Italia   | 2023-24 |
| Copa de Brasil        | C. R. Flamengo | Brasil   | 2024    |
| Supercopa de Brasil   | C. R. Flamengo | Brasil   | 2025    |

### Campeonatos internacionales
| Título              | Equipo (*)          | Sede      | Año  |
| ------------------- | ------------------- | --------- | ---- |
| Sudamericano Sub-20 | Selección de Brasil | Perú      | 2011 |
| Copa Mundial Sub-20 | Selección de Brasil | Colombia  | 2011 |
| Copa Libertadores   | Santos F. C.        | São Paulo | 2011 |
| Juegos Olímpicos    | Selección de Brasil | Londres   | 2012 |
| Copa América        | Selección de Brasil | Brasil    | 2019 |

(*) Incluyendo la selección.

### Distinciones individuales
| Distinción                      | Año  |
| ------------------------------- | ---- |
| Equipo del Año en la Serie A.   | 2017 |
| Equipo del Año en la Serie A.   | 2018 |
| FIFA/FIFPro World XI (nominado) | 2019 |